# Agios Thomas (Zypern)
Agios Thomas (griechisch Άγιος Θωμάς, türkisch Mersinli) ist eine Gemeinde im Bezirk Limassol in Zypern. Bei der Volkszählung im Jahr 2021 hatte sie 41 Einwohner.

## Lage und Umgebung

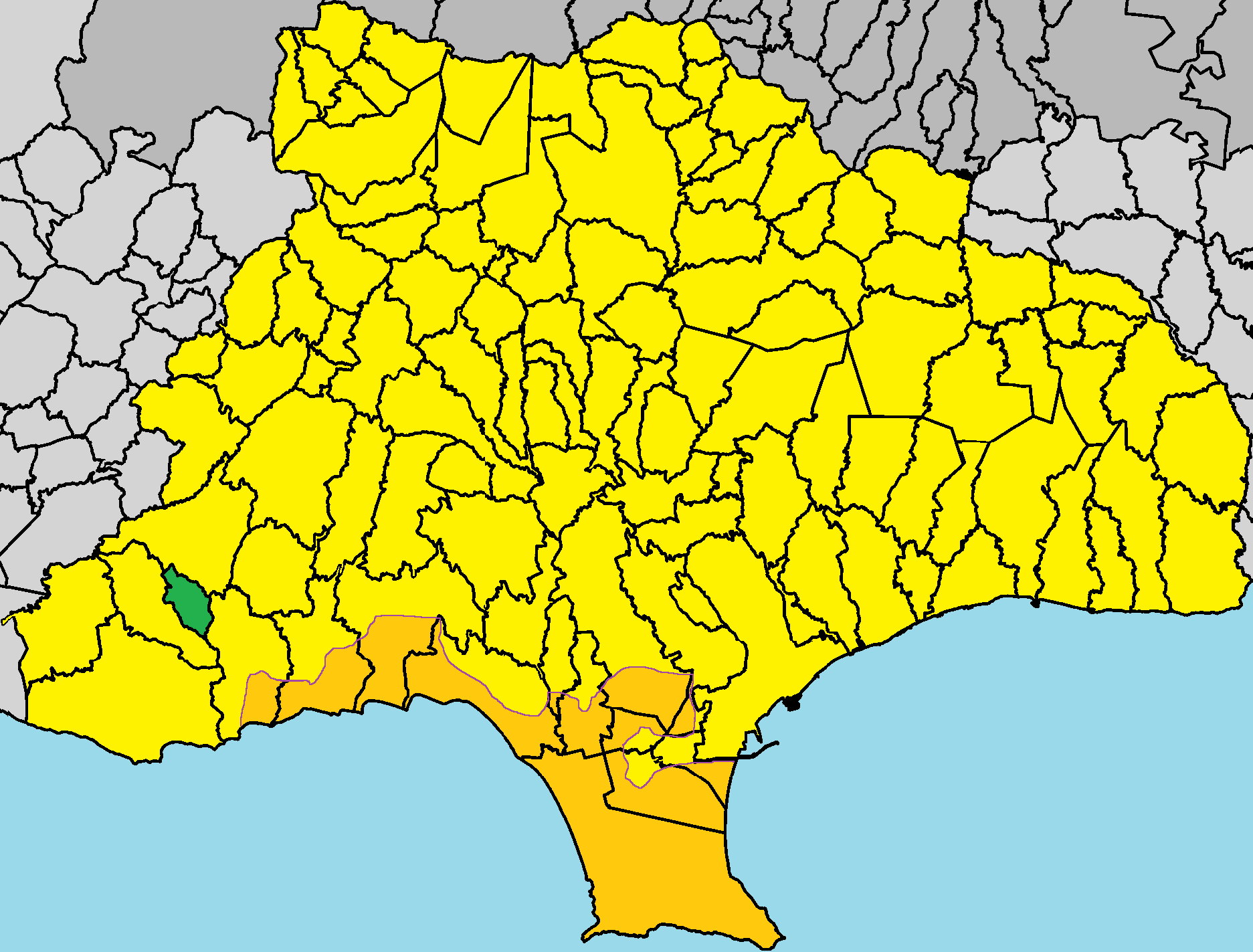
Lage im Bezirk Limassol

Agios Thomas liegt in der südlichen Mitte der Insel Zypern auf 322 Metern Höhe, etwa 74 km südwestlich der Hauptstadt Nikosia, 26 km westlich von Limassol und 26 km östlich von Paphos.
Der Ort befindet sich etwa 7 km vom Mittelmeer entfernt im Küstenhinterland. Etwas südöstlich beginnt das Gebiet der britischen Militärbasis Akrotiri und südlich verläuft die Autobahn 6 von Limassol nach Paphos und parallel dazu die Hauptstraße B6.
Orte in der Umgebung sind Anogyra im Norden, Prastio im Osten, Avdimou im Südosten, Pissouri im Süden sowie Platanistia im Westen.

## Bevölkerungsentwicklung
Das Dorf war bis zur Besetzung des Nordteils 1974 durch türkische Truppen im Laufe des Zypernkonflikts hauptsächlich von Zyperntürken bewohnt. Diese flohen zunächst in das britische Gebiet nach Akrotiri und ließen sich ab Januar 1975 in Kontea in Nordzypern nieder.
| Jahr                          | 1831 | 1891 | 1901 | 1911 | 1921 | 1931 | 1946 | 1960 | 1973 | 1976 | 1982 | 2001 | 2011  | 2021  |
| Einwohner                     | 20   | 100  | 139  | 131  | 144  | 139  | 178  | 214  | 301  | 109  | 101  | 29   | 50    | 41    |
| davon Zyperntürken            | 20   | 99   | 139  | 129  | 144  | 139  | 178  | 214  | 301  | –    | –    | –    | k. A. | k. A. |
| Quelle: 1831–2001, 2011, 2021 |      |      |      |      |      |      |      |      |      |      |      |      |       |       |